# Bergsmannijärvi
Bergsmannijärvi är en sjö i Kiruna kommun i Lappland och ingår i Torneälvens huvudavrinningsområde. Sjön har en area på 0,0965 kvadratkilometer och ligger 344,1 meter över havet. Sjön avvattnas av vattendraget Bergsmannijoki. Vid provfiske har bland annat abborre, elritsa, gers och gädda fångats i sjön.

## Delavrinningsområde
Bergsmannijärvi ingår i det delavrinningsområde (751793-171711) som SMHI kallar för Mynnar i Luongasjoki. Medelhöjden är 347 meter över havet och ytan är 9,25 kvadratkilometer. Räknas de 2 avrinningsområdena uppströms in blir den ackumulerade arean 78,85 kvadratkilometer. Bergsmannijoki som avvattnar avrinningsområdet har biflödesordning 3, vilket innebär att vattnet flödar genom totalt 3 vattendrag innan det når havet efter 359 kilometer. Avrinningsområdet består mestadels av skog (89 procent). Avrinningsområdet har 0,37 kvadratkilometer vattenytor vilket ger det en sjöprocent på 4 procent.

## Fisk
Vid provfiske har följande fisk fångats i sjön:
- Abborre
- Elritsa
- Gärs
- Gädda
- Sik